# Thank You Girl
"Thank You Girl" er B-siden på det engelske rockband The Beatles' tredje single "From Me to You/Thank You Girl", der blev udgivet i Storbritannien den 11. april 1963. Nummeret var krediteret som "McCartney–Lennon", ligesom From Me to You og otte af sangene på Please Please Me-albummet.

## Komposition
Da Beatles begyndte i branchen kunne singlernes B-sider nærmest betragtes som værende helt ligegyldige sange, som produceren ofte havde skrevet under et pseudonym for at score nogle nemme royalty-indtægter, og albums indeholdt ofte et eller to nylige hits samt en masse fyld. Alt dette blev ændret af Beatles, hvor hver eneste sang pludselig talte. Alle deres singler har en B-side, der er lige så god som A-siden. I øvrigt kom deres singler kun undtagelsesvis med på et album.

### Baggrund
"Thank You Girl" blev som From Me to You skrevet i tour-bussen under Helen Shapiro-turnéen, der varede fra den 2. februar 1963 til den 3. marts 1963, og sangens grundidé var de piger, der skrev fanbreve til Beatles. Nummeret hed oprindeligt "Thank You Little Girl", og det blev skrevet som en opfølgning til Please Please Me og var tiltænk som A-side. The Beatles' producer George Martin havde bedt om en sang til deres næste single, og under indspilningerne endte det med, at "From Me To You" blev A-side og dermed blev "Thank You Girl" B-side.
Alan W. Pollack har på siden Notes on 'Thank You Girl' beskrevet kompositionen, og her kan bl.a. nævnes:

### Stil og form
"Thank You Girl" er endnu en vildledende simpel sang fra den tidlige periode, og der afsløres en række overraskende drejninger anvendt på de gamle formler. Ud over de formelle og harmoniske slags detaljer, vi normalt udforsker, er arrangementet her også noget, man kan nyde. Ved første øjekast ligner det en af de typiske standardformer: to vers, en bro og et sidste vers, og det hele omgivet af både intro og komplet outro. Men bemærk følgende spændende ejendommeligheder:
- Introen gentages før sidste vers.
- Den fire takts sætning "And all I've got to do...osv." gentages gennem sangen som et omkvæd; den følger broen og giver den sidste sætning i hvert vers.
- Outroen er en pænt udformet forlængelse af materiale fra introen og har en gentagelse af den samme sætning tre-gange, hvilket er et typisk varemærke for Beatles.

### Melodi og harmoni
Den melodiske form fra alle tre sektioner (vers, refrain og bro) er overvejende nedadgående, selvom de hver især indeholder i det mindste en vis mængde modvægtende opadgående bevægelse.
Der er opnået meget ud af kun tre akkorder. Sangen er i D-dur, og mere end 90% af musikken er bygget på I - IV - V-akkorderne i D, G og A.
Der bruges kun to andre akkorder, og disse får deres første og eneste optræden i broen; dvs. vi og ii akkorderne i b og e.

### Arrangement
Baggrunden byder på harmonika, en usminket grundtone-baslinje og simple rytmeguitar(er). Trommespil er for det meste i lige ottendedele, selvom Ringo i det mindste får en chance for at bryde løs i outroen. Med undtagelse af outroen og de mundharmonikadele, som blev indspillet separat, er arrangementet tilstrækkeligt ligetil til at blive spillet og sunget helt i realtid uden overdubs, hvilket giver os en sjælden chance for at høre i studiesammenhæng, hvodan de har lydt "live".
John og Paul samarbejder om vokalen, selvom man strengt taget kan sige, at John "leder".

## Indspilning
"Thank You Girl" blev produceret af George Martin, og den blev indspillet den 5. marts 1963. Den var som før nævnt kandidat til at være A-side i starten, men under indspilningerne blev det besluttet, at "From Me to You" skulle være A-side.
Der blev denne dag foretaget 13 indspilninger af både "Thank You Girl" og "From me to You".
Denne indspilningssession er også bemærkelsesværdig, fordi den markerer de første studieoptrædener af to Lennon-McCartney-sange, der ikke blev udgivet før meget senere i bandets karriere: One After 909 (senere genindspillet og optræder på Let It Be) og What Goes On (senere genindspillet og optræder på Rubber Soul, krediteret som Lennon–McCartney/Starkey for at afspejle Ringos bidrag til teksterne). Selvom begge sange blev øvet, blev kun "One After 909" indspillet, og selv da blev resultaterne anset for utilfredsstillende til udgivelse.
John Lennons mundharmonika blev indspillet den 13. marts i EMI Studierne i London kl. 10 - 13. John var syg af forkølelse på det tidspunkt og kom direkte fra sygesengen. Der blev lavet 15 indspilninger, og nummeret blev redigeret og mixet til både mono og stereo. John Lennon kulle spille i York senere på dagen sammen med de andre, men han måtte blive hjemme, da hans stemme var væk på grund af forkølelsen.

## Musikere
- John Lennon – sang, rytmeguitar, mundharmonika
- Paul McCartney – sang, bas
- George Harrison – singleguitar
- Ringo Starr – trommer